# 大同和平解放
是中国第二次国共内战中，1948年11月至1949年4月底围困山西省大同的一场战役。

## 背景
1945年8月25日第二战区司令长官阎锡山委派孟祥祉、韩步洲、田尚志分率骑兵第四师、第五工作团、民众进步社等军政单位及部门，在阎锡山留用之日军的掩护下于8月26日到达大同平旺火车站。8月29日，阎锡山委派北地区总司令楚溪春、第四十三军军长刘效曾、参事宋彻三人飞抵大同。组建成立大同卫戍司令部与大同城防司令部，韩步洲为大同卫戍司令，张佐汉为大同城防司令。1945年10月初吸收伪“晋北自治政府”成立雁北地区最高军政领导机构—大同领导组（后于1947年改为大同行政公署，楚溪春任主任，孟祥祉任副主任）。在此之后又先后成立雁北专员公署与大同县政府，王达山兼任专员与县长。其后不久，雁北专员公署分别划归第十、十一专员公署，第十专员公署驻大同，由孟祥祉兼任专员，大同县长傅明先/崔志毅。1945年10月底，楚溪春将大同之日军高桥、坂本两联队一千余人及伪警察、伪矿警队等武装统一改编为“省防第五军”，韩步洲兼任省防第五军军长，辖：
- 省防第十三师，师长王元龄；
- 省防第十四师，师长张佐汉；
- 省防第十五师，师长安钦；
- 矿警师：原口泉各煤矿矿警队合编，师长焦克敬；
- 保安总队：原日军高桥、坂本两联队千余人改编，保安总队长陈丰山少将（大佐林某），副总队长兼参谋长武威少将（大佐五味某）。下辖第七、八、九大队，由旧日军担任大队长
- 坦克车队：原驻平日军战车队百余人、坦克20余辆改编。指挥官孙玉藻。
- 各行政专署与各县之保安团和保警大队：原大同所属各县伪军与警察，分别改编
- 雁北资源调查社：由太原调配人员组建。旧日军中原少将（化名钟源）负责
- 大同警宪指挥所

1946年1月停战后，驻云之省防第五军所属之3个省防师合编为国民革命军第三十三军之暂编第三十八师，师长韩步洲，副师长田尚志；原矿警师改编为山西省保安第二团，团长焦克敬；保安总队更名为教导总队。
1947年10月下旬，第八集团军副总司令兼第十九军军长于镇河被阎锡山派去担任大同军事指挥部总指挥官，接替楚溪春。
1948年3月20日至4月9日，解放军晋察冀野战军部队发动察南绥东战役，接连攻占阳高、天镇、广灵、蔚县、阳原等地，歼灭国民党守军一万五千余人，彻底切断大同至张家口之间的陆上通道。5月24日，应县守军弃城逃往大同，雁北地区13县全部为解放军控制，仅剩大同孤城。1948年7月，阎锡山和傅作义电示于镇河准备把大同驻军全部空运调回太原，傅作义将排鄂友三骑兵师接防大同。8月，阎锡山电示于镇河率部徒步撤回太原。于镇河表示部队士兵大都是雁北人，有瓦解风险。
1948年9月，中共晋察冀中央局下辖的北岳区党委雁北地委（即北岳一地委）
- 地委书记兼军分区政委赵汉
- 城市工作联络部（城联部）：部长杜钰牵头对大同守军展开政治攻势。

1948年11月24日，华北军区之下的北岳军区组成北岳集团（北岳地方兵团），与绥蒙军区姚喆部约万余人包围大同，防止守军向绥远、太原、张家口撤逃。11月29日召开第一次军事会议（小白登会议），传达中央“围而不打”指示。
- 司令员兼政委王平（北岳军区司令员），作战科长王宪
  - 北岳军区独立旅：旅长纪亭榭
    - 七团：城北孤山
    - 十三团
    - 十五团

  - 北岳第一军分区（雁北军分区）：司令员赖富，副司令员巫德鸠
    - 一团
    - 二团
    - 浑源县支队

  - 独立四团
  - 内蒙古人民解放军骑兵第11师：在察绥边
  - 内蒙古人民解放军骑兵第16师：在察绥边
  - 察哈尔军区3个骑兵团
- 绥蒙军区司令员姚喆
  - 骑兵第1师

1948年11月成立大同市委、大同市军事管制委员会。
- 大同市军事管制委员会主任王平，副主任赵汉，委员李铁生、王仁山、林风、杜钰、刘春、康世安、赖富、王子平、巫德鸠、王一鸣、叶修直（华北军区敌工部科长，开国大校，后任国防部外事局副局长，解放军国际关系学院副院长）。解放军入城后，又增补郑季翘、刘耀宗为委员，刘耀宗任军管会秘书长。
- 大同市委：书记赵汉，组织部长林风、宣传部长郑季翘、秘书长杜钰。
- 大同市政府：市长李铁生、副市长兼秘书长王仁山、公安局长康世安、工商局长刘春
- 大同市警备司令部：司令员赖富、赵汉兼任政委、副政委王子平、副司令员巫德鸠

1948年12月5日，为配合平津战役，中央军委命令北岳集团撤围东进，布防于兴和、尚义、张北一带布防，受杨成武华北三兵团指挥，指挥察北骑兵旅（康健民）和内蒙古骑兵第十一师于12月15日解放张北，毙伤敌200余人，俘团长以下1,300余人，控制了张北通往张家口的大道。姚喆的晋绥第八纵队主力集中在凉城、丰镇和卓资山之间的机动地区，同时派出骑兵旅进至张北、商都和陶林一带；八纵的任务是：钳制与阻击归绥10万傅军向东增援张家口的企图，以保全歼该城（指张家口）守敌之目的;阻击大同守军突围西逃，务使该敌不要逃进归绥;派骑兵部队，负责掩护张家口市西北方向之安全，与截击张家口市漏网之残敌。国防部参谋总长顾祝同通过绥远省主席董其武电示于镇河趁机率部撤绥远省，但于镇河未同意。驻大同的军统工作站、中央各大银行机构纷纷空运撤退天津。12月24日，华北三兵团歼灭张家口守军后，王平、姚喆再次强行军赶往大同阻止守军西逃绥远。解放军第八军（下辖步兵第二十二、二十三、骑兵第一师）由西八里、鸡鸣驿、下花园地区出发向大同挺进，三天强行军四百余里，经化稍营、怀安、天镇、阳高等地，于12月27日到达大同以东之二十里铺、聚乐堡地区，配属北岳军区第一纵队司令员唐延杰指挥。其各部配置为：
- 军直与骑兵第一师分驻大同城西之马军营、阳和坡；
- 步兵第二十二师下属第六十四、六十五、六十六团，位云冈石窟以西之李屯、干庄子、王家园一线展开；
- 步兵第二十三师下属第六十九团由军指直接指挥，配置于王家园与阳和坡一带担任战役预备队，随时支援步兵第二十二师堵歼突围守军之任务；配合位城北孤店、马站、白马城一带展开之解放军北岳军区部队（第十三团）、位大同南部之东、西韩家岭、马营、东、西十里河之间展开之解放军雁北军分区部队（第七团）、位大同城东三十里铺、海力村、牛庄、石家寨一线展开之解放军晋绥六分区部队（第十九支队、第三十五支队）完成对大同国民党守军的全面包围。

1948年冬成立大同城市工作委员会（对敌斗争委员会），委员有华北军区敌工部科长叶修直、晋绥军区敌工科长杨正、东大同县委书记康世安、西大同县委书记兼晋绥五地委城敌工部长白奇、北岳一地委城联部长杜钰；书记杜钰。
- 西分会：设在口泉，王堪负责
- 南分会：设在毛家皂，田苏负责
- 北分会：设在花园屯，杨志忠负责
- 东分会：设在寺儿村，刘维治负责

大同守军约1.2万人：
- 太原绥靖公署大同指挥部：总指挥于镇河（第十五兵团副司令官兼）、副总指挥孟祥祉（雁北行署主任兼）、参谋长陈泮喜
  - 特务连
  - 骑兵连
  - 雁北支队：史相华/支队长张佐汉
  - 坦克车队：张双奎。12辆坦克装甲车
  - 汽车队：刘元（大同军事指挥部副官处长兼）。30台汽车
  - 教导总队：于镇河兼总队长，安钦（日伪时期警察局长）任副总队长。千余人。
- 第275师（即暂编38师，抗战时期为二战区骑兵4师师长韩步洲）：师长田尚志，副师长王元令，军需处长杨中府，军械处长李俊杰，军医处长李腾蛟
  - 第一团 团长田尚志
  - 第二团 团长王元令（龄）
  - 第三团 团长张佐汉。1946年秋围攻大同时被全歼。
  - 山炮营：蒋世华
  - 高炮营
  - 辎重营：徐清霞
  - 驮马连
  - 工兵连
  - 特务连
- 保安21团：李钦沛
- 保安22团：刘喜连
- 保安13团：李可栋。前身为第十专署政治保卫团，1946年初有500人。1946年4月改称第十专署保安警察大队。1946年8月1日改称山西省保安第16团第3大队，驻阳高县、天镇县。1947年8月改称山西省保安第2团第2大队。1947年12月扩编新兵1,000余人改称保安第20团。1948年2月全团开到天镇县。5月在天镇县谷前堡村被打垮，退到阳高县城，又遭打击，最后团长谢子明率300余部撤到大同，谢被撤职，副团长李可栋继任团长，改称保安第13团。副团长李克栋，1949年逃往浑源县、广灵县山区。
- 保安12团，河曲专员朱五美兼团长
- 保安19团：周永和
- 宪兵22团一部
- 各县县大队
- 行署保安队
- 左云开展工作队：支队长王世英，1949年2月3日向解放军投诚，计80余人、63支短枪、5门小炮，3挺轻机枪。
- 大同市保警队
- 山西省特种警宪指挥处大同特警大队 主任陈宝林，情报组长刘志廉
- 大同公安局
- 大同国民兵团
- 爱乡团
- 民族革命同志会
- 进步社：少将赵帮华
- 策动团
- 矿警师

1949年1月解放军北岳军区与冀热察军区撤销，其机关部队合并组成察哈尔军区，王平任司令员。

## 战斗经过
1949年1月7日至2月7日展开政治攻势，瓦解守军580余人。1949年1月13日田尚志率部1,800余人出城东抢粮，被解放军伏击毙304名、俘副团长以下318人，缴获山炮1门，轻重机枪20余挺，步枪数百支。
1949年1月下旬，傅作义的参谋长李世杰电复于镇河“北平和解，不包括大同、绥远在内。”1949年1月24日，北岳前指司令员王平向华北军区司令员聂荣臻、政委薄一波发出了《对大同斗争的部署与意见》请示电，建议在平津战役结束的背景下，把北岳军区的3个补充团等部队调大同前线，进一步加大对大同守军的军事压力。1月27日，北岳前指向华北军区又发出《关于对大同应加大压力的意见》的请示电。1949年1月28日，周恩来电令晋绥八纵，停止一切对归绥方向的进攻，主力后撤60华里，到卓资山休整待命，允许董（其武）方人员来往，广播报刊停止公开攻击对方，称董军为友军，以促成和平解放绥远。周恩来指示中强调：“钳制董其武部队在绥远，不要西撤河套与宁夏，就是最大的胜利。”自此，绥远地区结束了战争。
1949年2月，解放军占领口泉矿区，划归晋绥五专署领导，大同煤矿接管组组长吴奎龙，一个月内恢复了煤矿生产。1949年2月底，赵汉兼任大同市长，李铁生改任副市长，王仁山任秘书长兼教育局长。非常熟悉阎锡山山西当局军政人事情况的解放军第十八兵团敌工部部长王世英派遣1947年被俘的隰县专员孙海丞，晋中战役被俘的国军第三十三军军长沈瑞、第十九军副参谋长李又唐、第十九军副军长秦駉、少将参谋长张西柱5人入城劝降；山西牺盟会元老、华北人民政府财政部长戎子和写信给于镇河和孟祥祉，并派遣于镇河的长子于润沧，孟祥祉之弟孟祥祚等7人入城规劝。
1949年4月初，王一鸣任公安局长，王堪任大同市工会主任。
1949年4月24日太原攻陷，田尚志师长召集3个团长开会决定请降。4月25日，杨成武率解放军第二十兵团从太原北上大同。解放军绥蒙军区第八军第20师、骑兵第1师、骑兵大队、察哈尔军区地方部队也向大同集结。于震河电告华北人民政府财政部长戎子和表示愿意放下武器，戎子和立即电复就近与王平司令员接洽办理。4月26日，师长田尚志，副师长王元令作为谈判代表出城到西坟村与解放军代表赵汉、叶修直、沈瑞谈判。4月27日中午，陈泮喜（代表于镇河）、孟祥祉、田尚志及中共派遣入城做解放工作的十多人到三十里铺（今属大同县周士庄镇）韩家大店（车马店），与王平、赵汉、纪亭榭见面，达成4月29日12时两军开始换防。4月29日上午12时于镇河、孟祥祉、田尚志与解放军代表詹大南、赵汉、叶修直、杨正在大同县西坟村（今属水泊寺乡）郭家大院正式谈判，签署了“和平解放大同协议书”。4月30日解放军集中在北关做入城准备。5月1日解放军入城接管政权，城内国军全部放下武器开赴指定地点听候改编。5月2日解放军举行盛大入城式，从北门——武定门入城，行至四牌楼即按计划分别向东、南、西三门行进，到城外指定地点宿营。大同市军事管制委员会、大同市委、大同市人民政府的干部也参加了入城式。

## 战后影响
解放军共接收守军10,007人，战马419匹，野炮2门，山炮12门，战防炮7门，中重型迫击炮112门，六零炮48门，小炮292门，重机枪80挺，轻机枪559挺，掷弹筒411具，步马枪6,830支，冲锋枪136支，卡宾枪12支，短枪220支，炮弹31,754发，子弹2,234,526发，掷弹筒弹10 458发，手榴弹146,090发，地雷2,366个，汽车32台，坦克车8台，飞机燃油80桶，汽油60桶及通信器材。大同铁路、大同电厂、大同火柴厂等24家公营企业都完好接收。
大同被解放军占领后，由于于镇河、孟祥祉、田尚志等人扫荡与镇压雁北解放区的血债，受害人到大同市要求严惩。为防止意外，察哈尔省委把于镇河、孟祥祉、田尚志等紧急转移到张家口。于镇河后任山西省人民政府参事，长子于润沧1930年生，1947年在太原进山中学当选学生会副主席参加革命，1949年入哈尔滨工业大学矿床开采专业，成为著名的有色金属矿山工程设计专家，获国家科学技术进步奖特等奖一项，一等奖一项，二等奖三项，1999年当选为中国工程院院士。
战后，大同市委书记赵汉兼任大同市人民政府首任市长。5月3日开始进行接管，至5月8日止基本上接收告一段落，计接收单位：军事方面，包括（暂编）38师正规军、地方保安团队、矿警团、宪兵及指挥部、38师师部、保安司令部，以及后勤机关医院等直、附属各单位共25个单位；政权系统包括行署、八、十、十一专署、大同县政府、城公所，及怀仁、左云、浑源、朔县、山阴、灵邱等6个流亡县政府、警察局、高分院、地方法院暨大同监狱，以及民卫军等24单位。国民党组织：大同县党部及同志会第十、十一两分会三个单位。工厂企业共24单位，除教导总队、发电所、修械所、恒兴铁工厂外，均分属于西北实业建设公司大同工厂管理处、山西资源委员会四矿整理簿备委员会及山西实物准备库第七分库三大系统，包括煤矿、机械、制造、炼钢、发电、火柴、酒精、洋灰、面粉、制药等轻重工业。电讯交通五个单位：交通部大同电讯局、大同县电讯局、大同县邮局、汽车管理处、公路局等。银行：山西省银行、大同银行。合作社计供应社及物品供销社。医院：省立医院及大同医务所。以及报馆、民教馆、救济分院、水利、农场、影戏院等42个单位全部接管，合计65个单位。电话通信始终未停，邮政及电报5月2日即复工，至5月7日与平、津、张已畅通。《复兴日报》社工人在解放后的第三日大洗机器，第四日就出版《大同日报》创刊号。
华北人民政府公管企业部大同煤矿筹备处（驻永定庄矿），军代表李谨亭。8月30日，大同煤矿筹备处改称大同矿务局，撤销军事管制，实行厂、矿长负责制，隶属于华北人民政府燃料工业部。建局之初的大同矿务局下辖8矿1厂，并全面恢复生产。大同矿务局首任局长何水。1949年12月8日大同市第一届各界人民代表会议上赵汉当选协商委员会主席。
全城人口，国方统计85,000多，共19,000余户，加上口泉区共有10万人。大同市隶察哈尔省辖，下设五个区；其中一、二、三、四区分别为北、西、南、东城区，五区为西南远郊口泉煤矿区。1949年5月18日，大同市人民政府颁布公告，宣布一、二、三、四区成立街人民政府。6月9日，大同市各界人民代表会议筹委会召开。6月28日，大同市第一届各界人民代表会议第一次会议召开。